# Вишневецкий, Игнатий Игоревич
Игнатий Игоревич Вишневецкий (род. 1986) ― американский кинокритик, эссеист.

## Биография
Родился 5 сентября 1986 года в г. Москве, сын поэта Игоря Вишневецкого.
С 1995 года жил в США вместе с отцом, преподававшим в американских университетах. Старшеклассником принимал деятельное участие в фестивалях в рамках театральной и кинопрограммы Средней общеобразовательной школы Восточной Воватозы (пригород Милуоки). Учился некоторое время в Колумбийском колледже Чикаго, откуда ушёл, чтобы целиком посвятить себя кино.
Первоначальную известность приобрёл в блогосфере. Автор статей для интернет-портала mubi.com, рецензий на фильмы для чикагской газеты Chicago Reader, онлайн-еженедельника A. V. Club и рецензий на книги для Chicago Tribune. Коллеги отмечали необычный для кинокритики богатый язык рецензий Вишневецкого (он, будучи двуязычным, публикуется исключительно по-английски), прекрасное знание им истории кино. Роджер Эберт пригласил Вишневецкого, начиная с 21 января 2011 года, вести новую телепрограмму Ebert Presents: At the Movies, транслируемую по каналам национальной американской Службы общественного вещания, вместе с кинокритиком «Ассошиэйтед Пресс» Кристи Лемир.